# Gare de Chéry - Lury
La gare de Chéry - Lury est une gare ferroviaire française fermée de la ligne des Aubrais - Orléans à Montauban-Ville-Bourbon, située sur le territoire de la commune de Chéry, à proximité de Lury-sur-Arnon, dans le département du Cher, en région Centre-Val de Loire.
Elle est mise en service en 1847 par la Compagnie du chemin de fer du Centre et fermée, vers 1980, par la Société nationale des chemins de fer français (SNCF).

## Situation ferroviaire

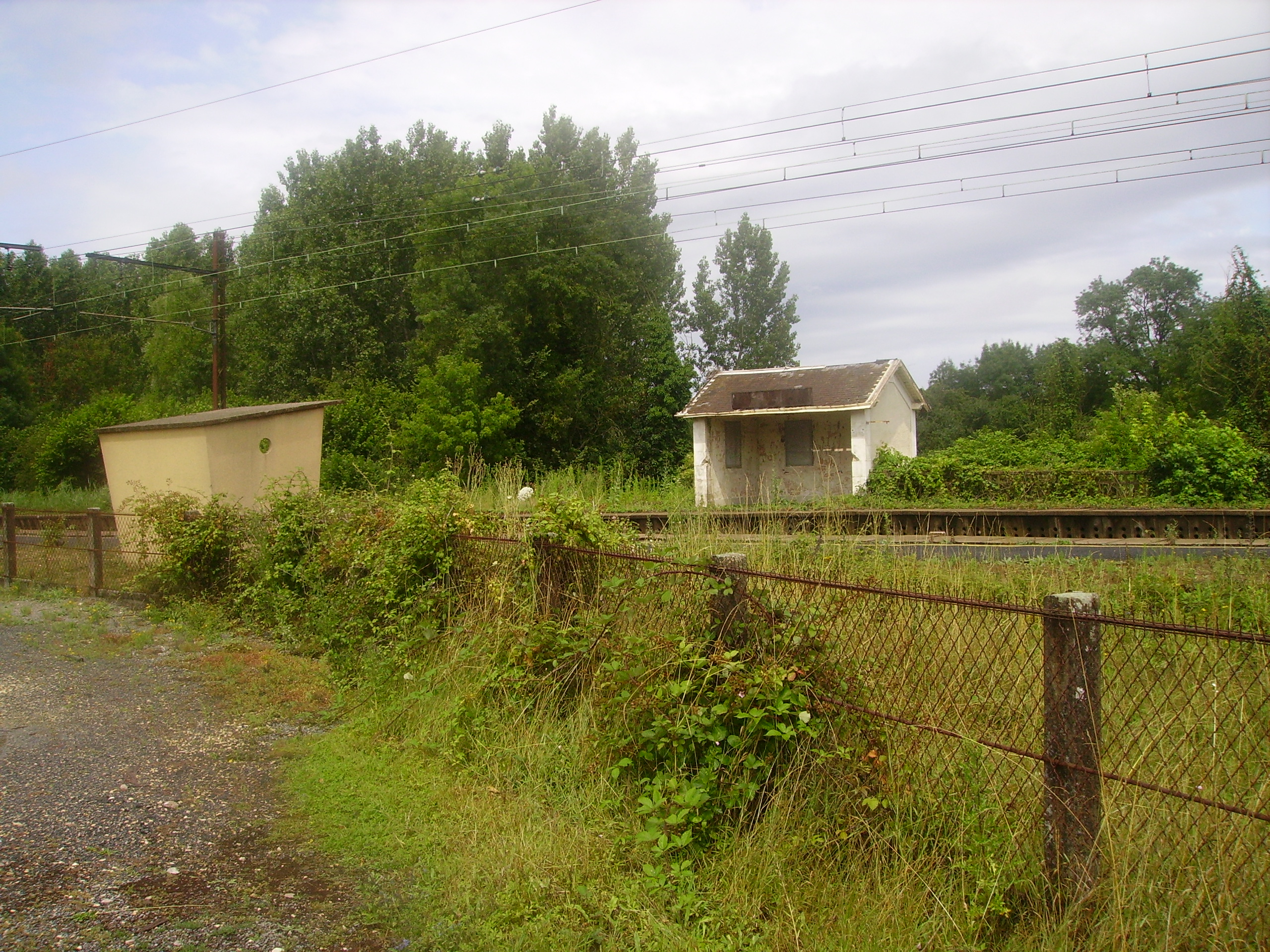
En 2010, les abris de quai de la gare fermée.

Établie à 109 mètres d'altitude, la gare fermée de Chéry - Lury est située au point kilométrique (PK) 216,126 de la ligne des Aubrais - Orléans à Montauban-Ville-Bourbon, entre les gares ouvertes de Vierzon-Forges et de Reuilly.

## Histoire

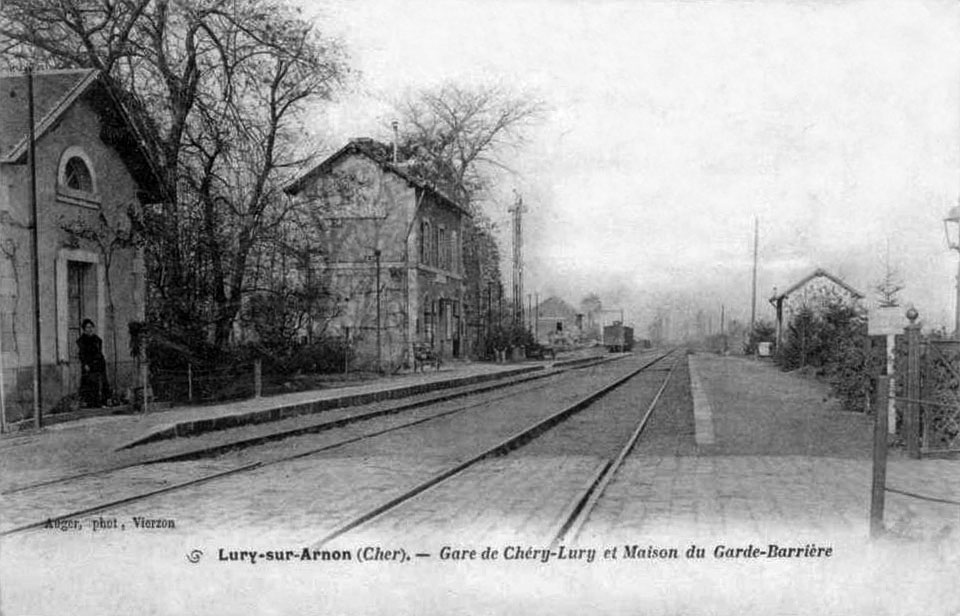
Vue générale de la gare vers 1900.

La Compagnie du chemin de fer du Centre met en service la station de Chéry - Lury lors de l'ouverture des deux voies de la section de Vierzon à Châteauroux le 15 novembre 1847. Première station de la section, située à 15 km de Vierzon et 38 km de Châteauroux, elle est proche du village de Chéry, 381 habitants, et à un kilomètre de Lury, 784 habitants, le chef-lieu de canton.
Située à 215 km de Paris et 185 km de Limoges, la station de Chéry est en 1867 la 31e station de la ligne de Paris à Agen de la Compagnie du chemin de fer de Paris à Orléans (PO) qui a racheté la concession et la ligne à la Compagnie du Centre le 18 mars 1852.
La gare est fermée puis le bâtiment voyageurs est détruit en 1980. Les deux quais latéraux et leurs abris voyageurs sont toujours visibles.